# Tola (Bíblia)
Tola (em hebraico: תּוֹלָע, moderno: Tolaʻ, tiberiano: Tôlāʻ; "minhoca, larva") foi um dos juízes de Israel, cuja carreira está documentada em Juízes 10:1–2.
Antes de Tola, Israel teve sua primeira experiência com a monarquia, quando Abimeleque, filho do juiz Gideão (Jerubaal), tentou reinar sobre Israel.
Tola, filho de Puá e neto de Dodo da tribo de Issacar, julgou Israel por 23 anos após a morte de Abimeleque  e viveu em Samir, na montanha de Efraim, onde também foi enterrado.
De todos os juízes bíblicos, a menor quantidade escrita é sobre Tola. Nenhuma das suas obras são registradas. A descrição inteira de Juízes 10:1–2 é a seguinte:
1 "Depois de Abimeleque, um homem de Issacar chamado Tola, filho de Puá, filho de Dodô, levantou-se para libertar Israel. Ele morava em Samir, nos montes de Efraim,
2 e liderou Israel durante vinte e três anos; então morreu e foi sepultado em Samir."
Pelos cálculos de Jerônimo de Estridão, Tola julgou Israel entre 1 241 a.C. e 1 219 a.C.
Após a morte de Tola, o gileadita Jair foi o juiz de Israel.